# 基因檢測
基因檢測（Genetic Test）是從染色體結構，DNA序列，DNA變異位點或基因表現程度，提供受檢者與醫療研究人員評估一些與基因遺傳有關的疾病、體質或個人特質的依據，也是精準醫學分析的一種方法｡ 每一個人的DNA基因都是獨特的個人化資訊，造成每一個人的先天體質，健康狀況，特徵都不相同｡ 2008年，美國時代雜誌曾經把這個革命性技術評選為2008年度最佳創新之首（Best Inovation of 2008）｡

## 基本原理
由於DNA中的核苷酸依其鹼基不同，共分四種（Adenine、Thymine、Cytonine、Guanine：A、T、C、G），而基因為三個核苷酸排列成一組基因組（又稱密碼組），依據不同的排列組合，經轉錄成RNA（其中T會被Uracil : U取代）後可產生具不同意義的生物功能，如起始密碼（AUG和GUG）能使轉譯作用開始進行、終止密碼（UAA、UGA和UAG）能使轉譯作用終止、其他組合則可轉譯出不同胺基酸或作為修飾其他基因組功能，而胺基酸序列可組成蛋白質，不同蛋白質在生物體內會執行或調控不同生理作用，如代謝、生長、繁殖等。
由此可知基因是具有意義（功能）的遺傳因子，其排列組合至關重要，其中任一位點錯誤可能將導致無可挽回的嚴重後果，如許多調控生理的蛋白質無法生成或失去作用大多與此有關，甚至癌症的生成即是因為基因組錯誤的累積，最後造成調控細胞增殖的功能失效，造成癌細胞無限增生。

## 實驗

### 樣本採集
動植物的採樣需採具有細胞核的體細胞，盡量以方便且不造成大傷害的方式為主，如植物通常採取葉片、魚類採魚鰭組織、哺乳動物採血液；而人類通常採口腔黏膜細胞，可用棉球刮棒或試紙刮取口腔兩側，或透過收集唾液取得，當然採血也可；由於動植物體內所有細胞的基因都是一樣的（除非發生突變，或特定免疫細胞部分基因有V(D)J重組），故不同採集方法所取得的樣本不會影響最終結果的準確性。 採集樣本時需注意其他非檢體的汙染，如沾染到其他人的唾液、貓狗的糞便、或是被強酸強鹼滲入等，都會影響到最後檢測結果。

### 基因萃取與定序
將採檢的樣本送到實驗室中進行DNA萃取，由於DNA存在於細胞內的細胞核中，故須先打破細胞，目前最常見的有兩種方式，物理性的如超音波震盪、化學性的如鹼裂法；植物細胞因有細胞壁，破細胞較為麻煩，須先使用液態氮超低溫凝結組織，在研缽中用磨杵搗碎破細胞壁，此過程中磨得越細越好，最佳狀態是磨細至如奶粉程度。
一般萃取方式是利用DNA的化性不溶於有機溶液中，再利用離心將其他雜質沉澱後，可取出澄清的溶液，再利用DNA親水性可用酒精析出黏稠的DNA結塊。但由於溶液中的鹽與蛋白質會影響後續實驗的判讀，因此需再用酒精與純水清洗過濾，以提高萃取DNA的純度。
取得較高純度的DNA後可送定序，舊式的定序儀在定序前需經一系列的擴增反應，如PCR與大腸桿菌質體轉移等，新的次世代定序儀及第三代定序儀則利用生物晶片可不同程度的簡化中間擴增過程，節省時間。

### 序列排序與整理、資料庫比對與意義
由於定序系統的定序方法都是將體細胞內的基因序列打斷成很多段落後，再利用DNA擴增的方式原理，在擴增的同時藉由偵測螢光的方式（將不同鹼基原料接上螢光訊號，只要這有接訊號的鹼基被合成了，即會發出不同強度的螢光訊號）即能得到大量的片段式基因序列。經數位化後的基因序列需經整理將每段落的頭尾相接成一個完整的基因序列，以往人工方式耗時耗工，現在利用電腦軟體幫助整理能有較佳的效率。經過整理的序列需與電腦整合的資料庫內容作比對，即可查出該基因的功能以及該基因序列內是否有許多特異於資料庫中的位點。此步驟也是基因檢測最重要的步驟。

## 應用
自2000年人類基因體計畫完成以來，越來越多的基因功能被解讀成功，已超過2000種基因相關疾病被發現，如今已有700多種基因相關疾病已開發出相應藥物及治療方法。(2011)含癌症與許多罕見疾病，其藥物的開發與應用都正在進行。目前基因檢測的技術已漸成熟，所檢測出的基因型除了應用在診斷與治療之外，甚至能依據資料庫的內容經數位化統計方式，預測尚未發生疾病的風險。在美國已有超過800萬人作過基因檢測(2012)。
現今基因檢測主要的應用方向包含：
- 身分鑑識／親子關係鑑定／追溯祖源
- 單基因／染色體遺傳疾病診斷與帶因篩檢
- 臨床預防醫學：多基因遺傳疾病基因檢測
- 臨床個體化醫療：藥物基因體學
- 先天體質/特質潛能分析

### 身分鑑識/親子關係鑑定/追溯祖源
DNA是每個人獨有的生命密碼，全世界七十幾億人當中沒有任兩個人的DNA排序是完全相同的（同卵雙胞胎例外），因此能夠透過DNA基因分析，做到身份鑑識/親子關係鑑定和追溯祖源的各項目的。其中最常見的身份鑑識和親子鑑定，從早期的限制酶片段多型性（restriction fragment length polymorphism；RFLP）或稱DNA指紋（DNA fingerprint）方法，慢慢演進成為短相連重複序列（short tandem repeat；STR）系統，發展至今已成為高敏感度、高個化性、完全數位化、適合電腦建檔與比對之世界通用人身鑑別系統，血緣關係與身分鑑定正確率能達到99.99%以上，提供司法機關洗冤白謗或確認嫌疑人之完整能力。

### 單基因/染色體遺傳疾病診斷與帶因篩檢
依據造成遺傳性疾病的原因可以將其區分成：單一基因缺陷的遺傳疾病、染色體變異所引起的遺傳疾病。單基因的遺傳比較簡單，譬如捲舌頭是顯性的遺傳，如果父母親有的話小孩就會有；有一些是隱性的，雖然父母親都帶有這樣的基因，只要有另一個好的基因存在就不會顯現出來，當他的小孩具有兩個都是不正常基因的時候才會顯現出來。單基因遺傳疾病有蠶豆症，還有染色體的問題像唐氏症，臨床大多透過基因檢測來輔助診斷以及帶因篩檢，近年來更發展出非侵入性胎兒染色體基因檢測技術，將可能取代高侵入性的羊膜穿刺術檢查。另外也有少數的家族遺傳性癌症，已經證實與單一基因的基因突變有關，例如目前了解比較多的乳癌基因有兩個，就是BRCA1和BRCA2。如果帶有任何一個基因且產生突變，有40∼70％的機會得乳癌，而除了乳癌之外得到卵巢癌的機會也會提高。父母若帶有BRCA突變基因，其子女有一半機率也會帶有這個基因，研究團隊發現，若父母將BRCA1突變基因傳給下一代女寶寶，其六十歲前罹患乳癌的機率超過6成，且70歲前罹患乳癌的機率高達九成，而男寶寶遺傳到BRCA1突變基因，未來罹患血癌、胰臟癌的機率也較高。

### 臨床預防醫學：多基因遺傳疾病基因檢測
單基因／染色體遺傳疾病雖然種類繁多，但卻只佔了所有疾病人口當中的一小部分，然而絕大部份（80%以上）的重大疾病是受到多個基因共同調控的『多基因遺傳疾病』，包括：多數癌症、心腦血管疾病、第二型糖尿病、痛風、阿茲海默症（老年失智）、帕金森氏症、青光眼、黃斑部病變、骨質疏鬆、憂鬱症、肥胖等等，都是生活週遭常見的慢性重大疾病。多基因遺傳疾病的成因相對來說相當複雜，除了同時受到許先天遺傳基因的調控以外，與後天的生活環境與習慣也有相當大的關聯性。也就是說，先天與後天的因素影響各半，如何以後天克服先天，透過基因檢測預知罹病風險，配合醫師指示積極預防成為重要的關鍵)。自從2003年，美國人類基因組計畫由華裔科學家陳奕雄博士所領導的基因解碼團隊把人類基因組解讀完成，科學家發現人類的DNA序列中平均每1000個鹼基就會出現1至4個差異位點，稱之為單一核苷酸多型性（Single Nucleotide Polymorphism；SNP）然而這些微小的基因變異(SNP)影響了每一個人的特徵、體質的差異，乃至於罹患特定疾病的風險高低。

### 先天體質/特質潛能分析
過去傳統所認知的體質,常常只是一個抽象的概念。 在2003年人類基因體解碼後，科學家和醫學界逐漸了解到，其實體質就是先天基因遺傳的多樣性，綜合後天條件的長期影響之下所造成的結果。 通常基因型(Genotype)變異經常也就代表著表現型(Phynotype)的不同，造成的結果也就是一般所說的"體質"的差異) 。 舉例來說，每個人的基礎代謝速率(Basal Metabolic Rate)都不相同，除了最基本身高體重的因素以外，有一些基因是控制細胞基礎代謝速率的關鍵，例如UCP1(Uncouple Protein 1)。研究發現，帶有UCP1基因變異的人，平均每日基礎代謝速率會比一般人低80-100大卡，因此容易累積熱量而造成肥胖的狀況。 有些人的體質可能對於油脂的吸收特別好，攝取油脂類食物就容易肥胖;也有部分的人對於澱粉的吸收很強，攝取含有醣類的食物就很快轉換成脂肪累積，長期下來經常造成身體沉重的負擔。 另一方面,許多的科學研究也發現，生物體老化的速率和基因也有著密不可分的關係，DNA受損的程度代表著細胞老化的狀況。 最顯而易見的就是皮膚的老化，包括抗氧化能力、膠原蛋白的流失，乃至於皺紋的生成，皆與基因體質有關。另外，近年來的多項研究發現，新生兒與孩童的天賦潛能特質與先天的基因多型性有關，包含:身高、人格特質、肌肉爆發力、肌耐力、發育能力、視力等等... 利用基因檢測從基因型預測表現型的科學數據,用來預估新生兒與孩童天賦潛能,在許多國家已經被應用於挑選培訓運動員的重要指標之一。

## 基因檢測與醫療保險及相關法規
由於基因是每個人的先天體質，是屬個人隱私。基因檢測可以獲得個人體質的資訊，這方面的資訊除了疾病的診斷與治療外，尚包含個人罹患某疾病的風險，如不慎保管導致他人利用，將產生許多問題，如保險公司取得某人基因檢測的結果得知其先天較易罹患癌症，恐將針對某人作拒保，影響其就醫權利。也因此，歐美各國無論民間或學界都在學術與法律上的討論非常熱烈，其中，美國已立法規定保險公司不得因為基因檢測的結果拒絕人們投保。在台灣，由於個資法的落實，醫療院所以及基因檢測公司都不能透露受試者資訊給予第三方（除非受試者親授），否則將面臨嚴重的罰則；且目前多數基因檢測公司所收檢體需由受試者本人提供並含個人證件以茲證明為本人（或法定代理人）；一旦實驗流程結束，檢體應立即銷毀，不得作他用。在大陸地區，有部分省籍已將基因檢測納入健保給付範圍（單基因檢測項目）。未來此類議題將會被討論得更加熱絡，相關法規與制度將會更嚴謹且明確地被定製出來。